# Eugen Schönberger (Fabrikant)
Isak Eugen Schönberger (* 5. November 1871 in Schierstein am Rhein; † 5. März 1970 in San Francisco, Kalifornien) war ein deutscher Fabrikant.

## Leben

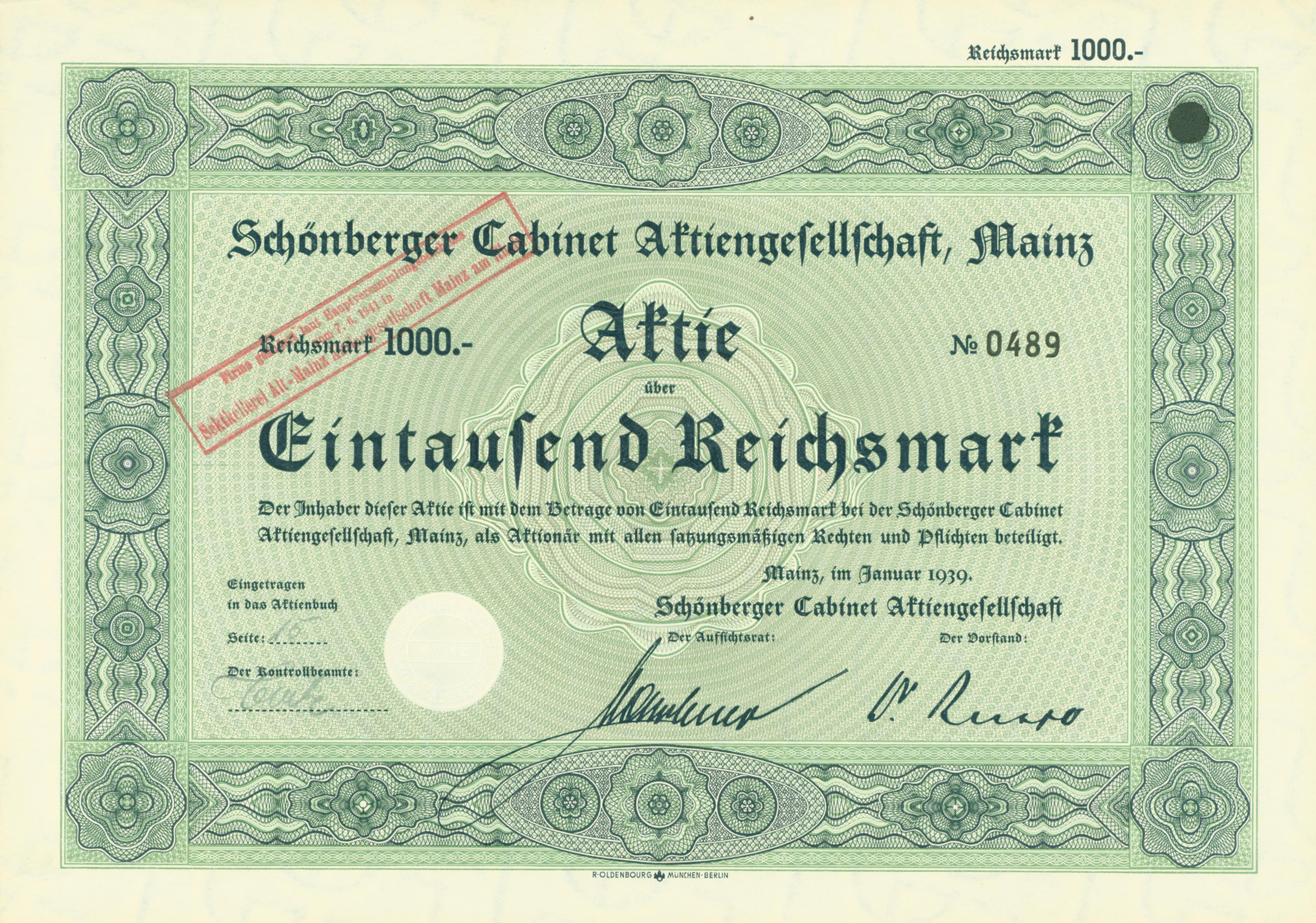
Aktie über 1000 RM der Schönberger Cabinet AG vom Januar 1939

Der gebürtige Schiersteiner Eugen Schönberger, Spross der jüdischen Weinhändlerdynastie Schönberger, absolvierte eine kaufmännische Ausbildung, bevor er 1892 in die elterliche Weingroßhandlung Gebrüder Schönberger in Mainz eintrat, 1902 wurde er zum Teilhaber ernannt. 1922 stellte Eugen Schönberger gemeinsam mit seinem jüngeren Bruder Arthur (1881–1931) auf Sektherstellung um, gleichzeitig wurde das Unternehmen in Schönberger Cabinet-Sektfabrik AG umbenannt. Zusätzlich nahm er Aufsichtsratssitze in den französischen Champagnerhäusern Heidsieck & Co und Métropole-Monopole AG wahr.
Nach der Beschlagnahmung der deutschen Firma durch die Nationalsozialisten 1938 emigrierte Eugen Schönberger 1939 nach Frankreich, 1941 in die USA, dort war er in verschiedenen Schaumweinherstellungsbetrieben tätig. In den Jahren 1943 bis 1953 füllte Schönberger das Amt des Vizepräsidenten der American Wine Company  in St. Louis, im Bundesstaat Missouri aus.
Eugen Schönberger verstarb im März 1970 im hohen Alter von 98 Jahren in San Francisco.

## Familie
Eugen Schönberger hatte außer dem o. g. jüngeren Bruder Arthur drei ältere Schwestern: Bertha (* 3. September 1870 in Schierstein am Rhein; † 8. August 1942 in Mainz), Finanzdirektorin der Schönberger Cabinet-Sektfabrik AG, Johannette, genannt Jenny (* 8. Januar 1873 in Schierstein am Rhein; † 11. September 1942 in Mainz) und Laura, genannt Lore (* 27. Januar 1885 in Schierstein am Rhein; † 9. Dezember 1935 in Mainz). Bertha und Jenny nahmen sich 1942 angesichts ihrer bevorstehenden Deportation das Leben. Die Eltern waren Abraham († 1902) und Caroline geb. Adler.
Eugen Schönberger heiratete 1933 Edith Falk (* 1904 in Berlin), die mit ihm über Frankreich in die USA emigrierte.
Ein Teil der Lebensgeschichte seines Verwandten Egon wurde durch die Museumspädagogen Greg Meylan und Kirsten MacFarlane in Form eines Internet-Tagebuchs aufgearbeitet.